# Sistema del Catálogo de la Vida
El Sistema del Catálogo de Vida (Catalogue of Life o CoL) es un proyecto colaborativo que desarrolla una de las taxonomías más recientes (2015), buscando establecer una clasificación manejable y práctica, por lo que los criterios evolutivos y filogenéticos son relativos, admitiéndose algunos grupos parafiléticos en determinados casos. Recoge parte de los postulados de Cavalier-Smith, presenta una clasificación dentro del sistema de dos superreinos y está conformado por siete reinos biológicos.
Constituye una clasificación consensuada para más de 1,6 millones de especies con información proporcionada por más de 3.000 taxonomistas y catalogada en el CoL (Catalogue of Life). Esta clasificación es una visión taxonómica práctica dada por la opinión de los expertos. Una jerarquía completa moderna no ha existido previamente en este nivel de especificidad.
Gran parte de la utilización del Catálogo de la Vida es proporcionar una taxonomía que sea la columna vertebral de otros portales de datos y colecciones biológicas a nivel mundial. Es una herramienta del Sistema Integrado de Información Taxonómica. y a través del proyecto i4Life, tiene alianzas formales con Infraestructura Mundial de Información en Biodiversidad, Archivo Europeo de nucleótidos, Enciclopedia de la Vida, el Consorcio Europeo para el Código de Barras de la Vida y de la Lista Roja de la UICN.

## Ruggieroet al.2015
Michael A. Ruggiero y colegas (2015) establecen la siguiente taxonomía general hasta el nivel de orden:

### Plantae
Los niveles más importantes de las plantas dentro de una visión general son los siguientes:
- superreino Eukaryota
  - reino Plantae
    - subreino Biliphyta
      - filo Glaucophyta
      - filo Rhodophyta

    - subreino Viridiplantae
      - filo Chlorophyta
        - subfilo Chlorophytina
        - subfilo Prasinophytina

      - infrarreino Streptophyta
        - superfilo Charophyta
        - superfilo Embryophyta
          - filo Anthocerotophyta
          - filo Bryophyta
          - filo Marchantiophyta
          - filo Tracheophyta
            - subfilo Lycopodiophytina
            - subfilo Polypodiophytina
            - subfilo Spermatophytina
              - superclase Angiospermae
              - superclase Gymnospermae

### Chromista
Los niveles más saltantes entre los cromistas:
- superreino Eukaryota
  - reino Chromista
    - subreino Hacrobia
      - filo Cryptista
      - filo Haptophyta
      - filo Heliozoa

    - subreino Harosa
      - infrarreino Halvaria
        - superfilo Alveolata
        - superfilo Heterokonta

      - infrarreino Rhizaria
        - superfilo Cercozoa
        - superfilo Retaria

### Protozoa
El sistema postula que Protozoa puede considerarse un reino filogenéticamente basal y parafilético con respecto a los demás reinos eucariotas, pudiendo organizarse taxonómicamente del siguiente modo:
- superreino Eukaryota
  - reino Protozoa
    - subreino Eozoa
      - infrarreino Euglenozoa
      - infrarreino Excavata

    - subreino Sarcomastigota
      - filo Amoebozoa
      - filo Choanozoa
      - filo Microsporidia
      - filo Sulcozoa

### Fungi
Niveles más saltantes entre los hongos:
- superreino Eukaryota
  - reino Fungi
    - subreino Eumycota
      - filo Chytridiomycota
      - filo Glomeromycota
      - filo Zygomycota

    - subreino Dikarya
      - filo Ascomycota
      - filo Basidiomycota

### Animalia
Clasificación animal:
- superreino Eukaryota
  - reino Animalia
    - subreino N.N. (Non-Bilateria)
      - filo Cnidaria
      - filo Ctenophora
      - filo Placozoa
      - filo Porifera

    - subreino Bilateria
      - infrarreino Protostomia
        - superfilo Ecdysozoa
        - superfilo Spiralia (= Lophotrochozoa s.l.)

      - infrarreino Deuterostomia
        - filo Chordata
        - filo Echinodermata
        - filo Hemichordata
        - filo Xenacoelomorpha

### Prokaryota
Taxonomía básica procariota:
- superreino Prokaryota
  - reino Archaea
    - filo Crenarchaeota (TACK)
    - filo Euryarchaeota

  - reino Bacteria
    - subreino Negibacteria
    - subreino Posibacteria